# Mabouya punctatissima
Mabouya punctatissima é uma espécie de lagarto descrita em 1872, com base em um único espécime. Supõe-se que seja da África do Sul, mas, pesquisadores posteriores puseram dúvida quanto à origem e alinharam a espécie com o Trachylepis atlantica, de Fernando de Noronha, arquipélago localizado no nordeste do Brasil. Contudo, é morfologicamente diferente dessa espécie e, atualmente, é classificado no gênero Trachylepis, como espécie de identificação incerta.
Em 1872, A.W.E. O'Shaughnessy descreveu a nova espécie Mabouya punctatissima baseando-se em um espécime adquirido como procedente do Cabo da Boa Esperança, local por ele considerado duvidoso. G.A. Boulenger, em 1887, tornou-a sinônimo de Mabuia punctata (o lagarto de Fernando de Noronha) sem comentar a mudança, posição seguida por H. Travassos com alguma dúvida. Esse último escreveu que a descrição de punctatissima sugere a ele que punctatissima e Trachylepis atlantica são morfologicamente diferentes, mas que o exame de Boulenger do tipo e a incerteza na localização da espécie o induziram a concordar com a sinonímia. Em 2002, P. Mausfeld e D. Vrcibradic re-examinaram o holótipo e somente espécimes conhecidos. Concluíram que era similar ao T. atlantica, mas maior e sem quilhas bem desenvolvidas nas escamas dorsais. Mesmo assim, sugeriram que as espécies não eram idênticas e que sua localização original poderia estar correta. Apesar de poder representar uma espécie Trachylepis válida da África do Sul, seu nome já estava pré-ocupado por Euprepes punctatissimus (Smith, 1849), atualmente também localizado no gênero Trachylepis.